# Distrito de Tumán
El Distrito de Tumán es uno de los veinte distritos de la Provincia de Chiclayo, ubicada en el Departamento de Lambayeque, bajo la administración del Gobierno Regional de Lambayeque, en el Perú. Limita por el norte con el Distrito de Manuel Antonio Mesones Muro (Provincia de Ferreñafe); por el este con los Distritos de Pátapo y Pucalá (Provincia de Chiclayo); por el sur con el Distrito de Saña (Provincia de Chiclayo); y, por el oeste con los distritos de Reque, Pomalca y Picsi (Provincia de Chiclayo).
Desde el punto de vista jerárquico de la Iglesia católica, forma parte de la Diócesis de Chiclayo.

## Historia
El Distrito de Tumán se constituye el 29/01/1998 mediante Ley 26921, mayoritariamente sobre terrenos propiedad de la Empresa Agroindustrial Tumán S.A.A., por lo que es conveniente conocer un poco su historia.
ÉPOCA COLONIAL
A finales del siglo XVII, la hacienda azucarera de San Francisco de Borja de Tumán, era propiedad de los jesuitas, quienes en 1709 adquirieron Chongoyape y la anexaron a Tumán. La expulsión de los jesuitas como parte de las reformas borbónicas hicieron que Tumán pasara a depender de la Corona española, que la puso en manos de arrendatarios y concesionarios.
ÉPOCA REPUBLICANA
Durante el siglo XIX la hacienda estuvo sucesivamente en poder de Pedro José de las Muñecas, Pedro Buenaño Arbulú y Diego Buenaño hasta que, en 1872, fue adquirida por la esposa del presidente Manuel Pardo, Mariana Barreda y Osma, que con la fortuna de su familia (su padre fue uno de los más importantes empresarios del guano) industrializó la hacienda. En 1907, Mariana Barreda decide repartir la hacienda entre sus hijos, entre los que se encontraba el presidente José Pardo. Así se creó la Negociación - Tumán S.A., que incluía las propiedades de Tumán, San José y Calupe.
En 1968, la Ley de Reforma Agraria afectó gravemente a sus dueños (61% extranjeros y 39%  nacionales) y la hacienda fue intervenida militarmente al año siguiente.
La Hacienda "Negociación - Tumán S.A." fue adjudicada a sus trabajadores el 24 de junio de 1970 mediante la firma del contrato de Compra-Venta N.º 3196 por el valor de S/. 472'044,945.00 pagaderos en 20 años, constituyéndose desde ese entonces la Cooperativa Agraria de Producción Tumán.
Su principal producto es el azúcar de caña cuya calidad es la de mayor reconocimiento en el Perú y el mundo. En la producción nacional Tumán ocupó el 1.er lugar (año pico 1975), gracias al esfuerzo de su Personal técnico y socios trabajadores en general.
Mediante el Decreto Legislativo N.º 802, en el año 1998, se transformó de Cooperativa Agraria a la modalidad de Sociedad Anónima Abierta (S.A.A.), que se mantiene actualmente.
El distrito fue creado mediante Ley n.º 26921 del 29 de enero de 1998, en el segundo gobierno del Presidente Alberto Fujimori Fujimori.

## Empresa Agroindustrial Tumán S.A.A.
El Distrito de Tumán, esta indisolublemente ligado a esta empresa, que tiene más de 120 años de funcionamiento y de la cual depende el ingreso y la supervivencia de casi el 80% de su población.
La Empresa Agroindustrial Tumán S.A.A. es una sociedad inscrita y que cotiza en la Bolsa de Valores de Lima, Registro Público del Mercado de Valores, Comisión Nacional Supervisora de Empresas y Valores (CONASEV), con un capital Social Suscrito y Pagado representado por 32’066,858 acciones comunes (TUMANC1), a un valor nominal de S/. 10.00 (Diez Nuevos Soles) cada una, que equivalen a 320’668,580.00
La evolución de la estructura accionaria de la empresa considera como tipos de accionistas a los Trabajadores Accionistas, Jubilados, Herederos Legales, Estado (durante el tiempo que tuvo participación) y los Terceros.

## Toponimia
El Sociólogo Eduardo Gozalo Gonzáles, plantea que el nombre de Tumán tenga origen en la lengua Yunca. Una composición de las siguientes palabras o voces:
- Tune: 	cementerio o lugar. del descanso;
- An: 	casa u hogar "El lugar de descanso de los muertos"
- Tumi  cuchillo
- Tumán hogar: “El valle o el hogar del cuchillo”

La zona de Tumán está dentro de la influencia de las culturas Mochica-Chimú y de la antigua cultura Yunga.
Lo que es hoy el territorio del distrito de Tumán, se estaba bajo el dominio del amplio Valle de Collique y parte de Cinto. Revisando la historia se encuentra a partir de 1709 en la Obra “Racarrumi” de Sáenz Lizarzaburu que el 23 de abril de dicho año, se vendió Chongoyape al Colegio de los Jesuitas de Trujillo. En ese entonces los jesuitas ya eran propietarios de Tumán, quedando Chongoyape como anexo.
Fueron los jesuitas los que introdujeron el cultivo de caña de azúcar en Tumán.

## Geografía
Ubicada a 19 km de la ciudad de Chiclayo (Capital de la Amistad), su territorio está conformado principalmente por terrenos cultivados con caña de Azúcar de propiedad de la Empresa Agroindustrial Tumán S.A.A. que cuenta con una extensión territorial de 11,723.03 ha, de las cuales más de 8,000 están dedicados al cultivo de la caña de azúcar; esta en el centro del valle Chancay - Lambayeque.
El río Lambayeque lo recorre de este a oeste en toda su extensión central y el Río Reque por la frontera Sur con un recorrido de este a oeste

## División administrativa

### Centros poblados

#### Urbanos
- Tumán (24 260 hab.)[3]
- Calupe (1 449 hab.)
- Luya (695 hab.)

#### Rurales
- Rinconazo (496 hab.)
- La Granja (384 hab.)
- El Triunfo (248 hab.)
- Vichayal (225 hab.)
- La Punta (183 hab.)
- Los Cajusoles (159 hab.)
- Morropillo Nuevo (157 hab.)

#### Caseríos
- La Calerita (80 hab.)
- Potrero (78 hab.)
- Santeño (72 hab.)
- Puente Hermosa (61 hab.)

## Población
La población de 38 200 habitantes es mayoritariamente católica y asisten a la parroquia "Santa Ana", aunque también hay una considerable cantidad de pobladores que asisten a iglesias cristianas evangélicas. (testigos de Jehová, mormones, pentecostales, adventistas, etc.).

## Autoridades

### Municipales
- 2019 - 2022[4]
  - Alcalde: Ruperto Ipanaqué Zapata, de Democracia Directa.
  - Regidores:

  1. Christian Segundo Llontop Flores (Democracia Directa)
  2. Sahaira Isabel Aquino Gonzáles (Democracia Directa)
  3. José Antonio Lachira Fiestas (Democracia Directa)
  4. Evelyn Tomasa Carrera Guevara (Democracia Directa)
  5. José Víctor Zeña Rojas (Democracia Directa)
  6. Katerin Eliana Alvines Castillo (Alianza para el Progreso)
  7. Nelly Haydée Vásquez Sánchez (Podemos por el Progreso del Perú)

Alcaldes anteriores
- 2015-2018:[5] Ing. Rolando Barboza Díaz, del Partido Solidaridad Nacional (SN).
- 2011 - 2014: Ing. Rolando Barboza Díaz, del Movimiento Independiente Todos Por Lambayeque (TxL).[6]
- 2007 - 2010: Mag. Juan Romero Zeña.
- 2003 - 2006: Abog. Moisés Alberto Martínez Vásquez
- 1999 - 2002: Mag. Juan López Cubas

### Policiales
- Comisaría 
  - Comisarioː MAYOR PNP Carlos Enrique Ulfe Rodríguez

### Subprefectura
- - SUBPREFECTOː Miguel Ángel Torres Coronel

## Educación
Instituciones Educativas Nacionales
- Institución Educativa Secundaria Tupac Amaru (Tumán)
- Institución Educativa Secundaria "Francisca Ruiz Villar" (Calupe)
- Institución Educativa Secundaria "Juan Velasco Alvarado" (Luya)
- Institución Educativa Primaria de Menores N.º 11516 (Tumán)
- Institución Educativa Primaria de Menores N.º 11517 (Tumán)
- Institución Educativa Primaria "Francisca Ruiz Villar" (Calupe)
- Institución Educativa Primaria "Juan Velasco Alvarado" (Luya)
- Institución Educativa Inicial "Mi Pequeño Gran Mundo" N°181(Tumán)
- Institución Educativa Inicial "Santa Ana" N° 052 (Tumán)
- Institución Educativa Inicial N° 062 (Calupe)

Instituciones Educativas Privadas
- Institución Educativa Secundaria "San Joaquín" (Tumán)
- Institución Educativa Secundaria "Amancio Varona" (Tumán)
- Institución Educativa Secundaria "Javier Heraud" (Tumán)
- Institución Educativa Secundaria "Millenium"  (Tumán)
- Institución Educativa Secundaria "Zenón de Elea" (Tumán)
- Institución Educativa Primaria "San Joaquín" (Tumán)
- Institución Educativa Primaria "Amancio Varona" (Tumán)
- Institución Educativa Primaria "Javier Heraud" (Tumán)
- Institución Educativa Primaria "Zenón de Elea" (Tumán)